# 太行白前
太行白前（学名：Cynanchum taihangense）为夹竹桃科鹅绒藤属的植物，是中国的特有植物。分布在中国大陆的山西等地，多生在山地灌木丛中，目前尚未由人工引种栽培。